# Hernando de Magallanes (métro de Santiago)
Hernando de Magallanes est une station de la Ligne 1 du métro de Santiago, dans la commune de Las Condes.

## Histoire
La station est ouverte depuis 2010. La station est nommée d'après une rue voisine, comme leur seul moyen de sortir de l'accès est situé dans la Plaza Monseñor Larrain, situé à Avenida Apoquindo et son intersection avec Avenue Hernando de Magallanes, dans la municipalité de Las Condes.